# Carroll Valley
Carroll Valley es un borough ubicado en el condado de Adams en el estado estadounidense de Pensilvania. En el año 2000 tenía una población de 3291 habitantes y una densidad poblacional de 235.7 personas por km².

## Geografía
Carroll Valley se encuentra ubicado en las coordenadas 39°44′52″N 77°22′44″O / 39.74778, -77.37889.

## Demografía
Según la Oficina del Censo en 2000 los ingresos medios por hogar en la localidad eran de $54 659 y los ingresos medios por familia eran $55 000. Los hombres tenían unos ingresos medios de $40 135 frente a los $27 090 para las mujeres. La renta per cápita para la localidad era de $21 286. Alrededor del 2.2% de la población estaba por debajo del umbral de pobreza.